# Татевский, Владимир Михайлович
Владимир Михайлович Татевский (5 ноября 1914—1999) — советский химик, доктор химических наук, профессор МГУ, зачинщик и активный участник идеологической "антирезонансной кампании".

## Биография
Окончил Химфак МГУ в 1939 г. С 1949 по 1990 гг. читал на Химическом факультете МГУ общий курс «Строение молекул». Опубликовал учебное пособие «Строение молекул» по этому курсу. Вёл на химфаке МГУ практические занятия и семинары по курсу физической химии и курсу строения молекул. Под его руководством защищено 36 кандидатских диссертаций и 17 докторских диссертаций.
В 1949 г. организовал в МГУ Лабораторию молекулярной спектроскопии. Татевский В.М руководил этой лабораторией с 1949 по 1987 г. Из этой лаборатории выделилась Кафедра лазерной химии и Лаборатория строения и квантовой механики молекул на Химфаке МГУ.

## Основные научные результаты
- В. М. Татевский и сотрудники его лаборатории провели экспериментальные исследования комбинационных, инфракрасных (колебательных, вращательных) и электронно-колебательно-вращательных спектров.
- Разработал (вместе с Г. С. Коптевым) методы высокого приближения для аппроксимации потенциальных функций двухатомных молекул.
- В показал, что при высоких температурах в состоянии идеального газа константа равновесия изотопного обмена определяется только числами симметрии молекул исходных и конечных продуктов.
- Ввёл такие новые понятия, как типы и виды (разновидности) структурных элементов и их групп, постулат о приближённой эквивалентности структурных элементов или их групп определённого вида в разных молекулах.
- Обосновал, используя метод Хартри — Фока — Рутана, приближённой эквивалентности структурных элементов одного вида в разных молекулах, классификации атомов и их групп и методов расчёта свойств молекул на основе классической теории химического строения и классификации квантовомеханических интегралов в рядах молекул.
- Развил квантовомеханическую теорию классической теории химического строения без использования одноэлектронного приближения. Получил выражение электронной энергии только через электронную плотность и плотность двухчастичной вероятности. Ввёл понятие атома в молекуле как неперекрывающегося образования, и получил выражение для химической структурной формулы и квантовомеханическое обоснование понятия о типах и видах структурных элементов и их групп. Показал приближённую эквивалентность структурных элементов или их групп определённого вида в разных молекулах, и дал квантовомеханическое обоснование системы понятий, постулатов и методов расчёта, основанных на классификации квантовомеханических интегралов или на классической теории химического строения.
- Разработал вариант теории условных линейных неравенств и их приложений в физической химии.

### Деятельность в области марксистско-ленинской философии науки
В 1949 году вместе М. И. Шахпароновым на страницах журнала «Вопросы философии» (№ 3. С. 176—192) опубликовал статью «Об одной махистской теории в химии и её пропагандистах», направленную против теории резонанса. В статье кроме теории резонанса была подвергнута резкой критике книга советских химиков Я. К. Сыркина и М. Е. Дяткиной «Химическая связь и строение молекул», как «проникнутая идеологией махизма и космополитизма». Я. К. Сыркин и М. Е. Дяткина были обвинены в том, что цитировали труды «невозвращенца» Чичибабина и «белогвардейца Кистяковского, состоящего на службе у американских монополий». Эта статья открыла так называемую «антирезонансную кампанию» в химии. В 1950 году Татевский продолжил критику теории резонанса в собственной статье, опубликованной в "Журнале физической химии". На обсуждении доклада Д. Н. Курсанова "О современном состоянии теории химического, строения" на заседании Ученого совета Института органической химии АН СССР (2, 3 и 7 февраля 1950 г.) Татевский, как лидер кампании противо "резонанщиков", выступил первым, утверждая, что теория резонанса "является отражением махистской методики, отражением махистских физических взглядов".  Резко выступал Татевский и на идеологическом совещании по теории резонанса,  созванном Отделением химических наук АН СССР 11–14 июня 1951 года в Москве. По мнению американского историка науки И. М. Хансбергера "Размах и грубость этой <в адрес теории резонанса> брани, кажется, не имеют аналогов в истории химии".

## Публикации

### Книги
- Татевский В. М. Химическое строение углеводородов и закономерности в их физико-химических свойствах. М.: МГУ, 1953. 320 с.
- Татевский В. М., Бендерский В. А., Яровой С. С. Закономерности и методы расчёта физико-химических свойств парафиновых углеводородов. М.: Гостоптехиздат, 1960.
- Физико-химические свойства индивидуальных углеводородов: Справочник. Под ред. В. М. Татевского. М.: Гостоптехиздат, 1960. 412 с.
- Татевский В. М. Квантовая механика и теория строения молекул. М.: Изд. МГУ, 1965. 164с.
- Татевский В. М., Коптев Г. С. Элементарная теория условных линейных неравенств и их приложения. М.: Изд. МГУ, 1973. 159с.
- Татевский В. М. Классическая теория строения молекул и квантовая механика. М.: Химия, 1973. 520 с.
- Татевский В. М. Строение молекул. М.: Химия, 1977. 512 с.
- Татевский В. М., Матвеев В. К. Задачник к курсу строение молекул. М.: МГУ, 1984. 136с.
- Татевский В. М. Теория физико-химических свойств молекул и веществ. М.: Изд. МГУ, 1987. 464с.
- Татевский В. М. Строение и физико-химические свойства молекул и веществ. М.: Изд. МГУ, 1993. 464с.

### Некоторые статьи против теории резонанса вквантовой химии
- Татевский В. М., Шахпаронов М. И., Об одной махистской теории в химии и её пропагандистах. Вопросы философии. 1949. N.3. С. 176—192. (недоступная ссылка)

### и другие статьи
- Татевский В. М. Атомы в молекулах и квантовомеханическая интерпретация понятий классической теории химического строения. // Вестник Московского университета. Серия 2. Химия. 1999. Том 40. N.2. C.75-79.

## Награды
- Орден Трудового Красного Знамени — за участие в работах по созданию первого искусственного спутника Земли.